# 코스타스 포르투니스
콘스탄티노스 "코스타스" 포르투니스(그리스어: Κωνσταντίνος "Κώστας" Φορτούνης, 1992년 10월 16일, 트리칼라 ~)는 그리스의 축구 선수로, 현재 올림피아코스에서 뛰고 있다.